# Milad Beigi
Milad Beigi Harchegani (in persiano میلاد بیگی هرچگانی‎, in azero Milad Beygi Hərçigani; Esfahan, 1º marzo 1991) è un taekwondoka iraniano naturalizzato azero.

## Palmarès
- Giochi olimpici

Rio de Janeiro 2016: bronzo negli 80 kg.
- Mondiali

Muju 2017: oro negli 80 kg.
Manchester 2019: oro negli 80 kg.
- Giochi europei

Baku 2015: oro negli 80 kg.
- Europei

Montreux 2016: oro negli 80 kg.
Kazan' 2018: bronzo negli 80 kg.
Sofia 2021: argento negli 80 kg.
- Universiadi

Taipei 2017: oro negli 80 kg.